# Typolexikon
Das Typolexikon ist ein Online-Fachlexikon der Typografie, speziell der westeuropäischen Typografie. Herausgegeben von Wolfgang Beinert vermittelt es grundlegende und umfassende Kenntnisse auf dem Gebiet der Typografie.
Zu seinem Inhalt gehören Informationen über die Schriftgeschichte (Paläografie), die Typografie, Typografen, Schriftarten, die Schriftklassifikation, über Maß- und Konstruktionssysteme, über Papierformate und anderes. Neben den Grundlagen beschreibt das Typolexikon auch aktuelle Entwicklungen. Die Artikel enthalten in der Regel weiterführende Literaturhinweise. Zahlreiche Lemmata behandeln die historische Entwicklung von Druck und Schrift, daher ist das Typolexikon auch ein Hilfsmittel für die schriftorientierten Teildisziplinen der Historischen Hilfswissenschaften.
Neben den Schriftpraktikern gehören auch die Historiker zur Zielgruppe des Lexikons.

## Weblink
- Typolexikon.de